# Circonscription de Macnamara

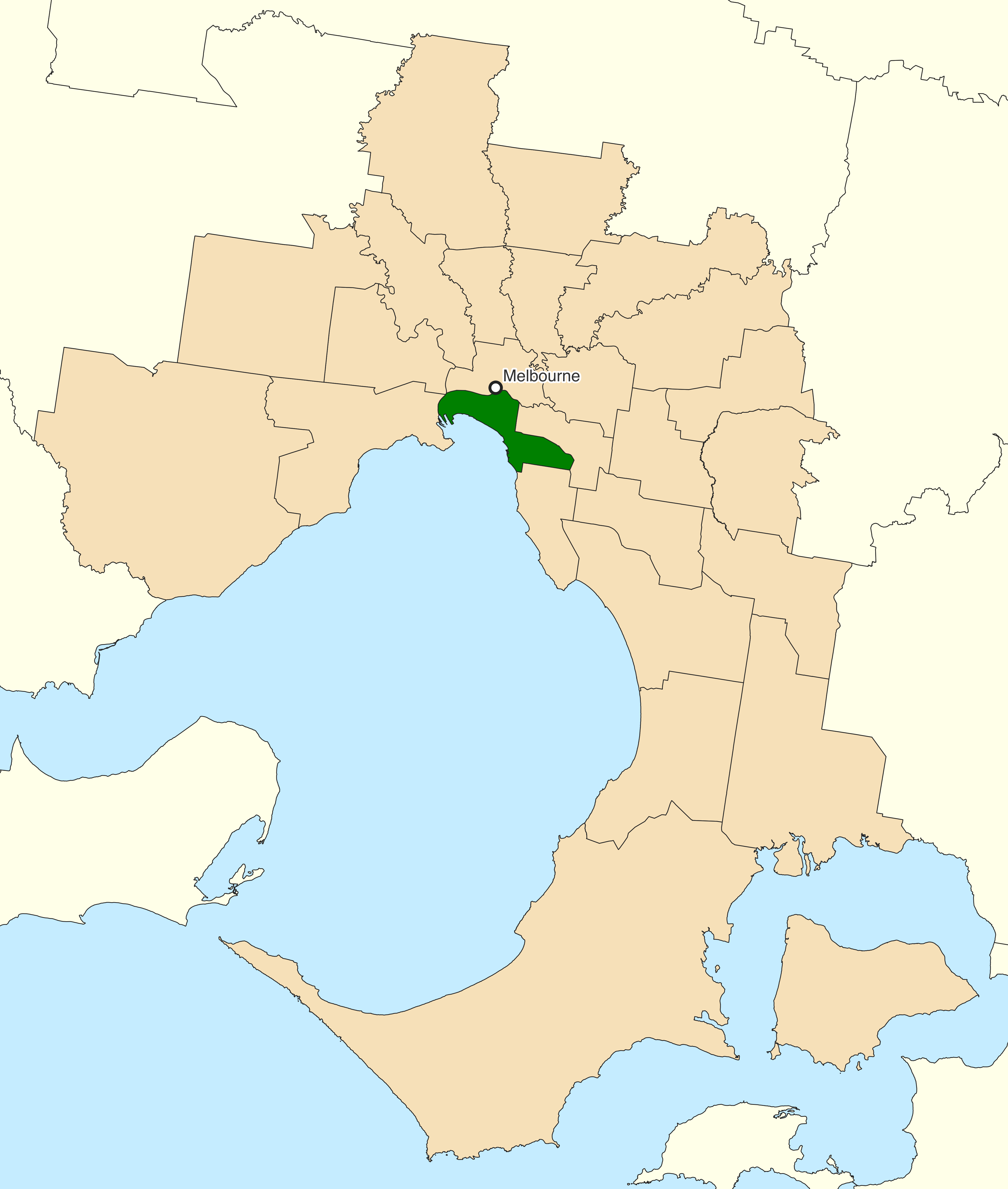
Localisation de Macnamara à Melbourne.

La circonscription de Macnamara est une circonscription fédérale australienne à Melbourne, en Victoria. Il a été créé en 2019, remplaçant Melbourne Ports.
La circonscription compte une importante population juive.

## Députés
| Image | Nom        | Parti        | Période de mandat |
| ----- | ---------- | ------------ | ----------------- |
|       | Josh Burns | Travailliste | 2019–présent      |